# Ectophasia rotundiventris
Ectophasia rotundiventris là một loài ruồi trong họ Tachinidae.